# YES ～free flower～
《YES ～free flower～》，是日本樂團MY LITTLE LOVER的第6張單曲。1996年12月2日發行。

## 簡介
MY LITTLE LOVER第一次暫停樂團活動之前的最後一張單曲。
被用作岩井俊二執導、小林武史擔任音樂製作人的電影《燕尾蝶》的插曲，在電影中這首歌被男主角飛鴻（三上博史飾演）稱為「All or Nothing」和「Free Flower」。
單曲發行首週即獲得Oricon公信榜冠軍，是MY LITTLE LOVER第二次和至今最後一次取得Oricon單曲冠軍。總銷量達45.5萬張，是1996年度日本單曲銷量第69位。

## 收錄曲目
1. YES ～free flower～
作詞、作曲、編曲：小林武史
角川書店「角川mini文庫」的廣告歌
2. 十二月的天使們（12月の天使達）
作詞、作曲、編曲：小林武史
3. YES ～free flower～ (instrumental)

## 改編
- YES ～free flower～ 亦被改編為國語版本，由吳佩慈作詞及演唱，歌名為《YES ～佔有慾～》，收錄於《All My Pace》專輯中。

## 外部連結
- 唱片介紹